# Calle 4 (Manhattan)
La Calle 4 (4th Street) es una calle en el bajo Manhattan, Nueva York. Empieza en Alphabet City en la Avenida D como Calle 4 Este (East 4th Street) y continúa hasta Broadway, donde se convierte en la Calle 4 Oeste (West 4th Street). Su recorrido sigue hasta la Avenue of the Americas (Sexta Avenida), donde gira al norte y confusamente se interseca con las calles 10 oeste, 11, 12 y 13 en Greenwich Village. En su recorrido cruza los barrios de East Village, Bowery y NoHo. Gran parte de la calle tiene el mismo ancho de 12 metros entre las aceras y un solo sentido con rumbo al este. La sección entre las avenidas Séptima y Octava tiene el sentido hacia el oeste (geográficamente hacia el norte) y es aproximadamente de 11 metros de ancho, un legado de la grilla de calles original de Greenwich Village . La sección de cuatro cuadras desde MacDougal Street hasta University Place que forma el límite sur de Washington Square Park se llama Washington Square South. 40°43′49″N 73°59′53″O / 40.7302966, -73.9980753
La sección norte/sur (de la Sexta Avenida a la calle 13) se llamaba antiguamente Asylum Street, debido al edificio de la Orphan Asylum Society que se ubicaba en esa calle entre las calles Bank y Troy Street (hoy calle 12 oeste). El asilo fue demolido en 1833 y la calle fue renombrada como Calle 4 Este. Luego, las calles que lo cruzaban (Amos, Hammond, y Troy) fueron renombradas como calles 10, 11 y 12, generando la actual confusión.

## Monumentos

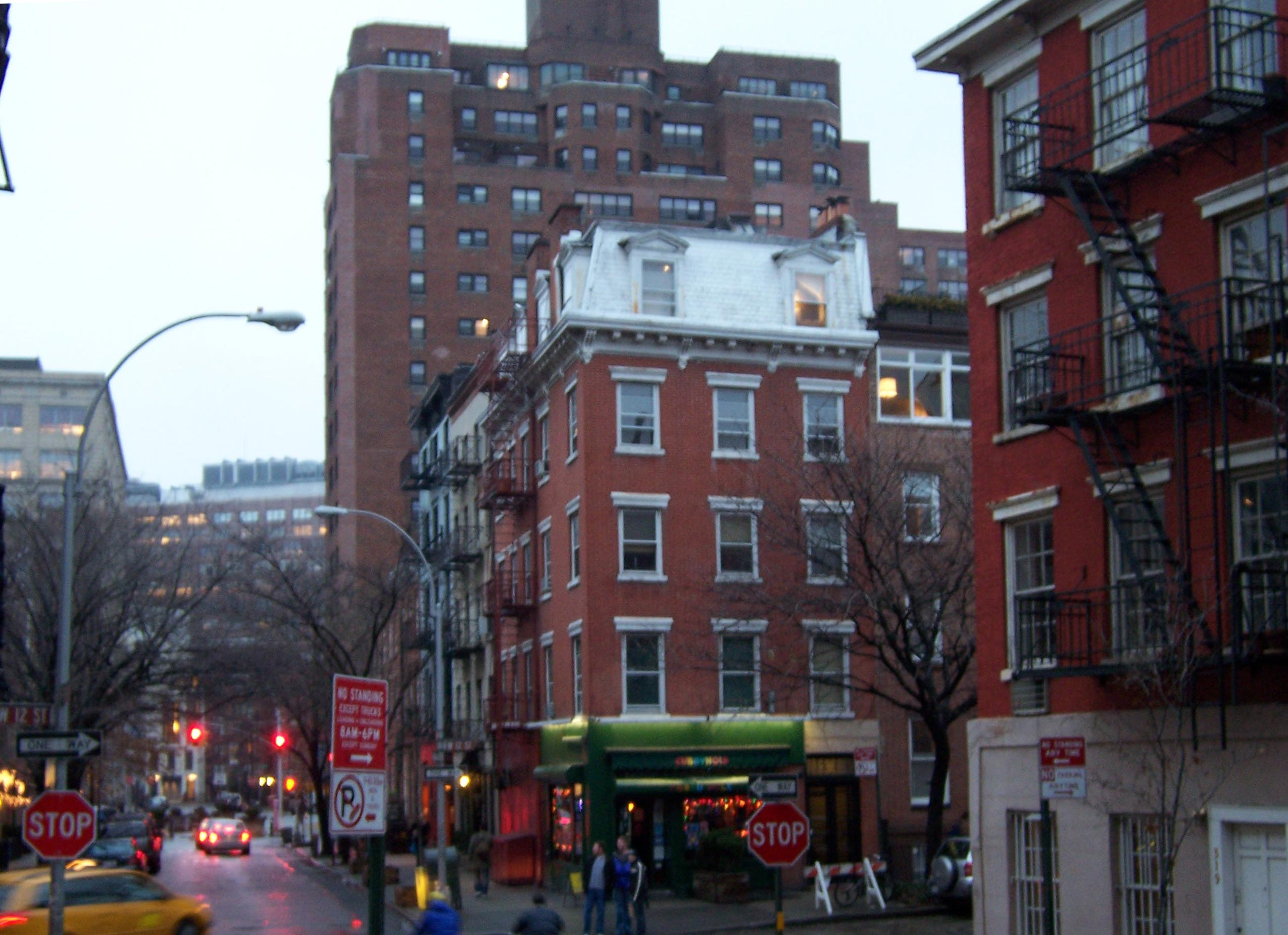
Debido al tendido de calles en Greenwich Village, la calle 4 Oeste, que va de sur a norte, se cruza con la calle 12 que cruza de oeste a este

Ubicada cerca de la esquina suroccidental de Washington Square Park, entre MacDougal Street y la Sexta Avenida, la iglesia metodista de Washington Square (135 calle 4 Oeste) es un edificio de mármol del estilo neorrománico temprano diseñado por Gamaliel King y construido entre 1859–1860. Apodada la "Iglesia de la Paz" ("Peace Church") por su apoyo a los protestantes contra la Guerra de Vietnam, Washington Square Church sirvió como la base del vecindario para grupos activistas como los Black Panthers y Gay Men's Health Crisis. La iglesia fue vendida en el 2005 a un constructor para su conversión en unidades residenciales. Durante la construcción, partes de la iglesia fueron rescatadas para formar los muebles y la arquitectura interior de Urban Spring, un café en Fort Greene, Brooklyn.
La Iglesia Memorial Judson, ubicada en la esquina de Thompson Street y Washington Square South, fue diseñado por el arquitecto Stanford White y maestro de los vitrales John La Farge.
La Estación West Fourth Street del Metro de Nueva York ({{trenes A, B, C, D, E, F, <F> y M}}) en la Sexta Avenida es uno de los mayores puntos de transferencia en la red del metro.
La calle es la sede de las West Fourth Street Courts, canchas de baloncesto y handball estadounidense , conocidas como "The Cage" ("La Jaula"), lugar donde se reúnen algunos de los mejores jugadores de baloncesto de Nueva York y sede de un torneo callejero.

## Ubicaciones históricas y residentes
La calle 4 Oeste siempre fue un centro del estilo de vida bohemio del Village. El primer salón de té del barrio, The Mad Hatter, estuvo ubicado en el 150 West 4th Street y sirvió como un lugar de encuentro de intelectuales y artistas.
El infame Golden Swan bar (conocido como el "Hell Hole" - agujero del infierno), en la esquina de la Sexta Avenida fue una famosa guarida de Eugene O'Neill y la ubicación e inspiración de su obra The Iceman Cometh. La primera residencia en Nueva York de la escritora Willa Cather estaba en el 60 Washington Square South (Calle 4 entre LaGuardia Place y Thompson Place) y los periodistas radicales John Reed and Lincoln Steffens vivieron cerca en el 42 Washington Square South. Reed luego trabajó en un cuarto en el edificio Studio Club para completar la serie de artículos sobre la Revolución bolchevique, "Diez días que estremecieron el mundo", luego fue la fuente para la película "Reds".
El escultor y financista de arte Gertrude Vanderbilt Whitney estableció su Whitney Studio Club en una casa en el 147 de la calle 4 Oeste en 1918 como un lugar para la reunión de jóvenes artistas y la muestra de su trabajo. El estudio funcionó por 10 años y fue la segunda encarnación de lo que luego sería el Museo Whitney de Arte Estadounidense. Empezó las carreras de artistas como el pintor de la escuela Ashcan John French Sloan, Edward Hopper, cuyo primera exhibición personal fue realizada ahí en 1920, y el realista social Reginald Marsh e Isabel Bishop. Sloan vivió en el 240 de la calle 4 Oeste y pintó locaciones de la calle incluyendo al Golden Swan.
La calle fue luego el hogar del famoso club folk Gerde's Folk City (en el 11 de la calle 4 Oeste), donde se dieron los debuts en Nueva York de Bob Dylan en 1961 y Simon & Garfunkel. Dylan también vivió entre inicios de 1962 hasta fines de 1964 en un pequeño estudio-departamento de $60 por mes en el 161 de la calle 4 Oeste; la portada de The Freewheelin' Bob Dylan fue fotografiada en la cercana Jones Street con la calle 4 y la calle pudo haber inspirado su éxito de 1965 "Positively 4th Street". Louis Abolafia, el candidato hippie en las elecciones presidenciales de 1968, tuvo su estudio artístico y cuartel general de su campaña en el 129 de la calle 4 Este.
El local musical The Bottom Line estuvo en el 15 de la calle 4 Oeste entre 1974 y 2004.